# Action du 25 avril 1898
Guerre hispano-américaine
Batailles
Théatre atlantique :

Cuba :
- Cardenas (1re)
- Cardenas (2e) (en)
- Cardenas (3e)
- Cienfuegos (1re)
- USS Merrimac
- Baie de Guantanamo (en)
- Fort Toro
- Cienfuegos (2e) (en)
- Las Guasimas
- Manzanillo (1re) (en)
- Tayacoba (en)
- Aguadores (en)
- El Caney
- San Juan
- Manzanillo (2e) (en)
- Aguacate
- Santiago de Cuba (1re)
- Santiago de Cuba (2e)
- Manzanillo (3e) (en)
- Baie de Nipe (en)
- Manimani (en)
- Manzanillo (4e) (en)

Porto Rico :
- Campagne de Porto Rico (en)
- San Juan de Porto-Rico

Théatre pacifique :

Philippines :
- Baie de Manille
- Santa Cruz (en)
- Baler
- Manille (en)

Guam :
- Capture de Guam (en)

L’Action du 25 avril 1898 est un combat mineur de la Guerre hispano-américaine menée près de Cárdenas, entre le torpilleur américain USS Foote sous le commandement du lieutenant William Ledyard Rodgers et la canonnière espagnole Ligera sous le commandement du lieutenant Antonio Pérez Rendón. Après un échange de tirs féroces, le Foote est gravement endommagé, il est contraint de se retirer. L'engagement a été la première bataille de la guerre, ainsi que le premier succès naval espagnol.

## Contexte

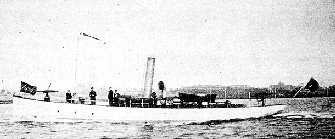
Spanish 3 rd class gunboat Ligera.

Au déclenchement de la guerre hispano-américaine, l’US Navy détache une force de deux croiseurs protégés, 16 croiseurs auxiliaires, 12 torpilleurs et de nombreuses autres unités, dont des remorqueurs, yacht et  colliers pour bloquer les côtes cubaines dans le but de couper les approvisionnements de l’armée espagnole. Cela s'avére être une tâche difficile en raison du grand nombre d'entrées, de passes et de ports naturels de ces côtes qui ont permis aux navires espagnols bien inférieurs en nombre de briser le blocus plusieurs fois. L'un de ces ports est Cárdenas. Les unités navales qui y sont basées sont les canonnières Alerta, Ligera et Antonio López, le dernier ancien remorqueur exploité par la Spanish Line, qui l'avait cédé à la marine. Le port est censé être défendu par deux batteries de rivage mais les comptes espagnols ne mentionne pas leur présence avant leur installation le 12 mai. Les entrées de la baie sont protégées par 20 mines, la plupart d'entre elles étant défectueuses et une compagnie de 70 hommes (marines) ont été détachés pour garnir la ville. Les canonnières appartiennent à l'escadre espagnole des Caraïbes sous les ordres de l'amiral Vicente Manterola. La plupart de ces unités ont été décrites comme « inutiles même pour la police côtière ». Antonio López, néanmoins, avait capturé le navire flibustier Genoveva et la goélette William Todd quelques années auparavant.

## Bataille

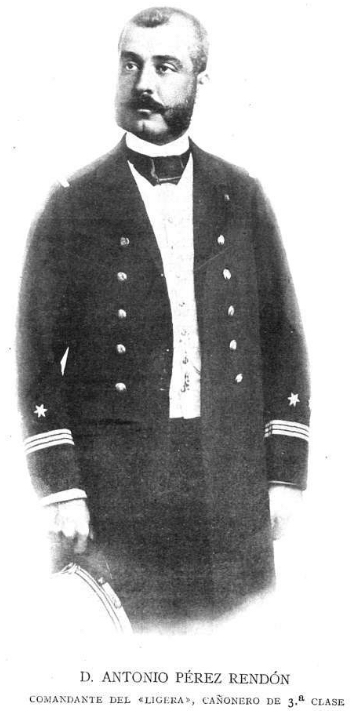
Antonio Pérez Rendón.

Le 25 avril, la Ligera patrouille à l'entrée du port de Cárdenas. Son commandant est le lieutenant Antonio Pérez Rendón y Sánchez, un officier expérimenté né à Cadix qui a participé à plusieurs reprises à des actions contre les insurgés cubains pendant la guerre.
Le torpilleur américain Foote, navire de guerre de 142 tonnes armé de trois canons de une livre et de trois tube lance-torpilles de 457 mm, a été aperçu au large de Cayo Diana. Les deux navires ouvrent rapidement le feu l'un contre l'autre. Le navire américain tire plus rapidement mais avec moins de précision.Le Foote tire environ 70 coups, dont un seul touche la Ligera, tandis que la Ligera touche au but à dix reprises.
Les dégâts et les pertes à bord du navire espagnol sont minimes. Le Foote, quant à lui, a subi plusieurs coups qui ont causé de lourds dégâts. Le Foote abandonne le combat enveloppé de fumée avec ses chaudières gravement endommagées. À l'époque, les Espagnols croyaient que le torpilleur américain était l'USS Cushing.

## Conséquences
Antonio Rendón reçoit la Croix navale de Maria Cristina pour son succès qui a été salué par le public.
Par la suite, les marins américains et espagnols ont combattu plusieurs fois près de Cárdenas. Le 8 mai, les trois canonnières espagnoles sous Rendón ont surpris le torpilleur américain USS Winslow, qui faisait partie d'une petite flottille dirigée par la canonnière USS Machias.
La plus importante des batailles autour de Cárdenas, la Bataille de Cárdenas, a eu lieu le 11 mai, lorsque Rendón et ses navires ont repoussé une attaque contre le port.
Les succès navals espagnols de la guerre sont principalement dus aux actions de leurs petits navires des garde-côtes, même dans les eaux philippines. Là, la canonnière Elcano a capturé le navire américain Saranac le 26 avril 1898. Le Saranac, sous les ordres du capitaine Bartaby, transportait 1 640 tonnes de charbon de Newcastle, Nouvelle-Galles du Sud, à Iloílo, pour la flotte de l'amiral  Dewey.